# アイエン工業
アイエン工業株式会社（アイエンこうぎょう）は、愛媛県今治市波止浜に本社を置く建設会社。瀬戸内海沿岸を中心に港湾工事を主体とした事業を行っている。

## 事業所
- 本社 - 愛媛県今治市波止浜赤崎6番地113
- 香川支店 - 香川県丸亀市土器町北1丁目62番地
- 中国支店 - 広島県広島市中区椱町4-10-201
- 松山営業所 - 愛媛県松山市久万ノ台257-1-208

## 沿革
- 1953年2月 - 「愛媛県塩業組合連合会」より事業を継承し創業。
- 1956年
  - 2月 - 「愛塩港湾株式会社」設立。
  - 3月 - 愛媛県知事登録　知事（二）2194号。
- 1957年2月 - 「愛塩港湾工業株式会社」に社名変更。
- 1973年9月 - 建設大臣許可　（特）一第1732号。
- 1978年2月 - 「アイエン工業株式会社」に社名変更。

## 工事実績
- 東予港中央地区岸壁築造工事
- 松山港外港地区岸壁築造工事
- 伯方港港湾改修工事
- 伯方・大島大橋下部工事
- 広島南道路太田川橋りょう新設工事